# Scelolophia purpurascens
Scelolophia purpurascens là một loài bướm đêm trong họ Geometridae.